# Sergueï Soubbotine (photographe)
Pour les articles homonymes, voir Soubbotine.
Sergueï Alexeïevitch Soubbotine (en russe : Сергей Алексеевич Субботин), né en 1955, est un photographe russe. 

## Biographie
Sergueï Soubbotine a travaillé pour RIA Novosti.

## Galerie

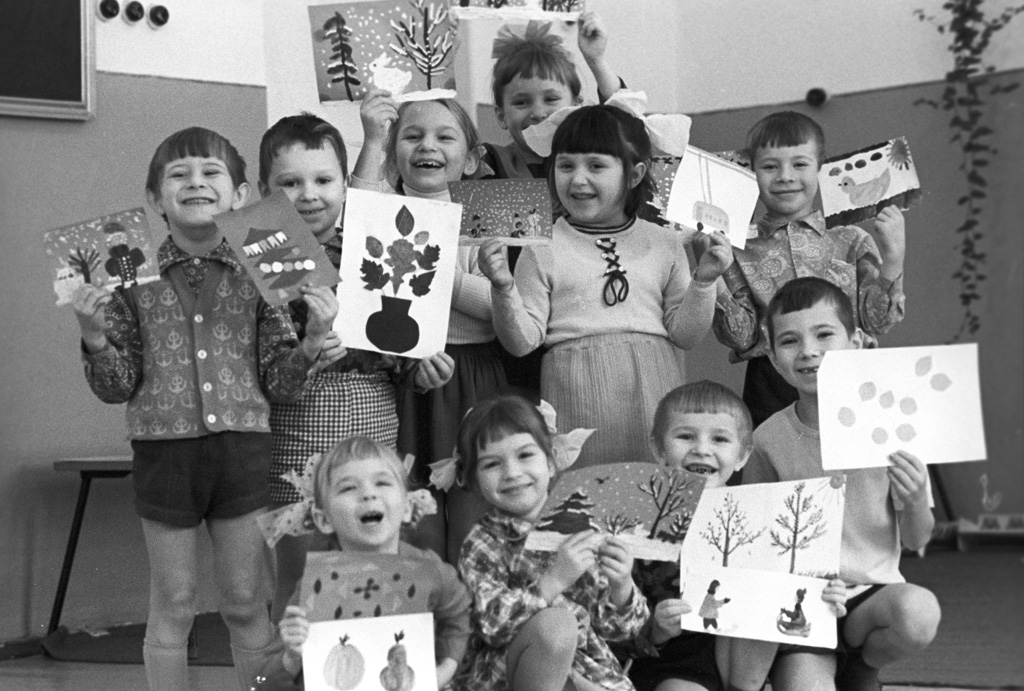
Dans un jardin d'enfants dans la région de Tver, 1er mars 1978.
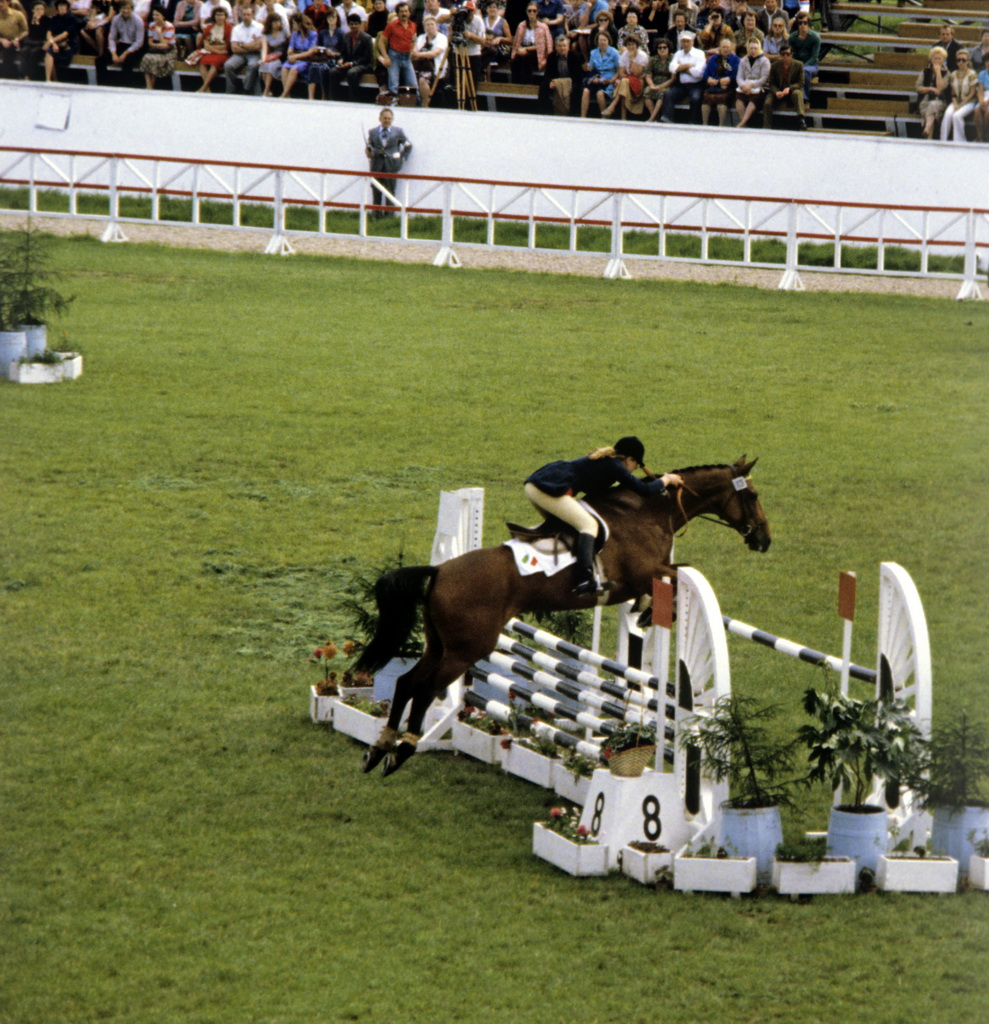
La cavalière italienne Anna Casagrande lors des Jeux olympiques d'été de 1980 à Moscou.
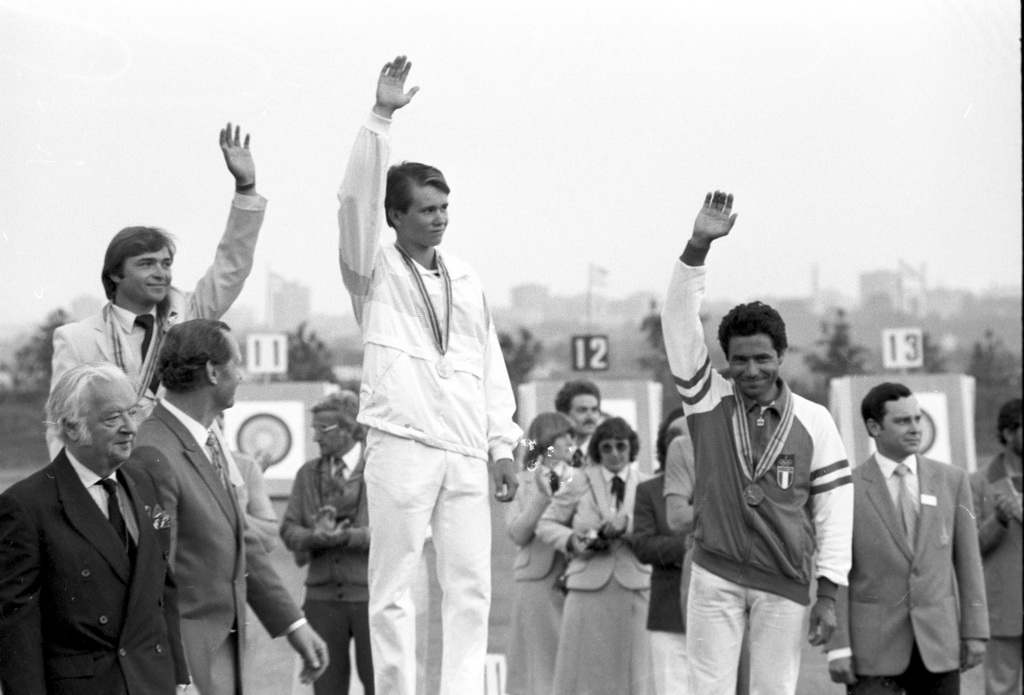
Boris Issatchenko, Tomi Poikolainen et Giancarlo Ferrari sur le podium du tir à l'arc lors des Jeux olympiques d'été de 1980 à Moscou
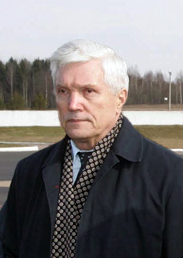
L'ambassadeur de Russie en Biélorussie, Alexander Surikov, à l'aéroport de Minsk, 23 mars 2007.
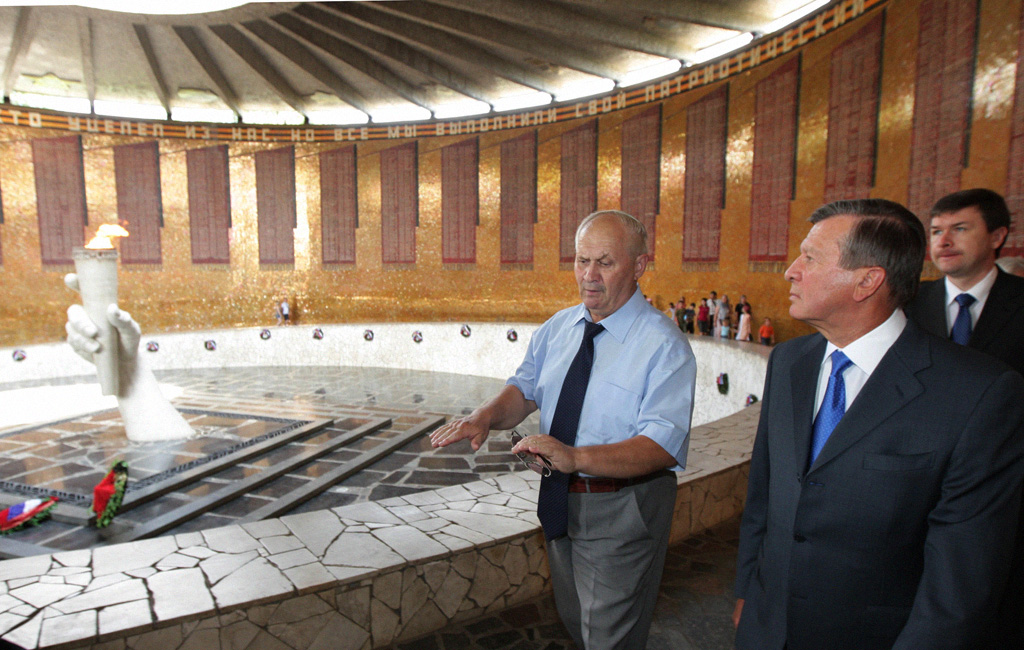
Le premier vice-premier ministre russe Viktor Zoubkov en visite dans la région de Volgograd, 20 juillet 2011.